# Kupwara
Kupwāra är en ort i Indien.   Den ligger i unionsterritoriet Jammu och Kashmir, i den norra delen av landet, 700 km norr om huvudstaden New Delhi. Kupwāra ligger 3 681 meter över havet och antalet invånare är 14 711.
Terrängen runt Kupwāra är huvudsakligen bergig, men åt sydost är den kuperad. Kupwāra ligger uppe på en höjd. Runt Kupwāra är det tätbefolkat, med 511 invånare per kvadratkilometer. Kupwāra är det största samhället i trakten. Trakten runt Kupwāra består i huvudsak av gräsmarker.